# Carl Gustaf Roxendorff
Carl Gustaf von Roxendorff, född 2 juli 1697, död 15 februari 1784, var en svensk friherre, general och landshövding i Kalmar län

## Biografi
Carl Gustaf Roxendorff militära karriär ledde till att han deltog vid Fredrikshalls belägring 1718  och senare blev överste över Kalmar regemente 29 april 1747, generalmajor 1756 och generallöjtnant 1760. Han utsågs till landshövding över Kalmar län 5 maj 1757 och deltog vid flera riksdagar. Han avgick från sina befattningar 12 april 1774.
Han utsågs till friherre 22 juni 1762 (introducerad 1766) och blev riddare av Svärdsorden 26 september 1748.
Carl Gustaf Roxendorff var gift med Hedvig Fredrika De Geer och de hade 14 barn, varav sju dog som små.